# Quessoy
Quessoy (bretonisch: Késoé) ist eine französische Gemeinde mit 3930 Einwohnern (Stand: 1. Januar 2022) im Département Côtes-d’Armor in der Region Bretagne; sie gehört zum Arrondissement Saint-Brieuc und zum Kanton Plaintel. Die Bewohner werden Quessoyais und Quessoyaises genannt.

## Geographie
Quessoy liegt etwa zehn Kilometer südöstlich von Saint-Brieuc. Umgeben wird Quessoy von den Nachbargemeinden Yffiniac im Norden, Pommeret im Nordosten, Meslin im Osten und Nordosten, Bréhand im Osten und Südosten, Hénon im Süden sowie Plédran im Westen.

## Bevölkerungsentwicklung
| Jahr      | 1962 | 1968 | 1975 | 1982 | 1990 | 1999 | 2006 | 2011 | 2020 |
| Einwohner | 2055 | 2006 | 2275 | 2864 | 3105 | 3184 | 3368 | 3593 | 3868 |

## Sehenswürdigkeiten
Siehe auch: Liste der Monuments historiques in Quessoy
- Allée couverte du Champ-Grosset, seit 1896 als Monument historique klassifiziert
- eisenzeitliche Reste an der Grabungsstelle von Grohan, seit 1971 als Monument historique klassifiziert
- Kirche Saint-Pierre, 1837 bis 1840 erbaut
- Kapelle von Houssaye aus dem 18./19. Jahrhundert
- Kapelle La Roche-Rousse von 1604/1605
- Kapelle Saint-Sébastien in Cressouard von 1769
- Kapelle der Hospitaliter, 1862 an der Stelle einer Kapelle des Johanniterordens (der sog. Hospitaliter) errichtet
- Schloss Bogard aus dem 16. Jahrhundert, seit 1990 in Teilen als Monument historique eingeschrieben
- Schloss Houssaye mit Taubenturm, gegen 1750 errichtet, seit 1982/2002 in Teilen als Monument historique klassifiziert bzw. eingeschrieben
- Herrenhaus von Rocherousse aus dem 16. Jahrhundert, seit 2002 in Teilen als Monument historique eingeschrieben
- Schloss La Fontaine-Saint-Père aus dem Jahre 1773, seit 2002 in Teilen als Monument historique eingeschrieben
- Schloss Le Beau-Chêne, vermutlich aus der zweiten Hälfte des 19. Jahrhunderts
- Schloss La Ville-Davy aus der zweiten Hälfte des 19. Jahrhunderts

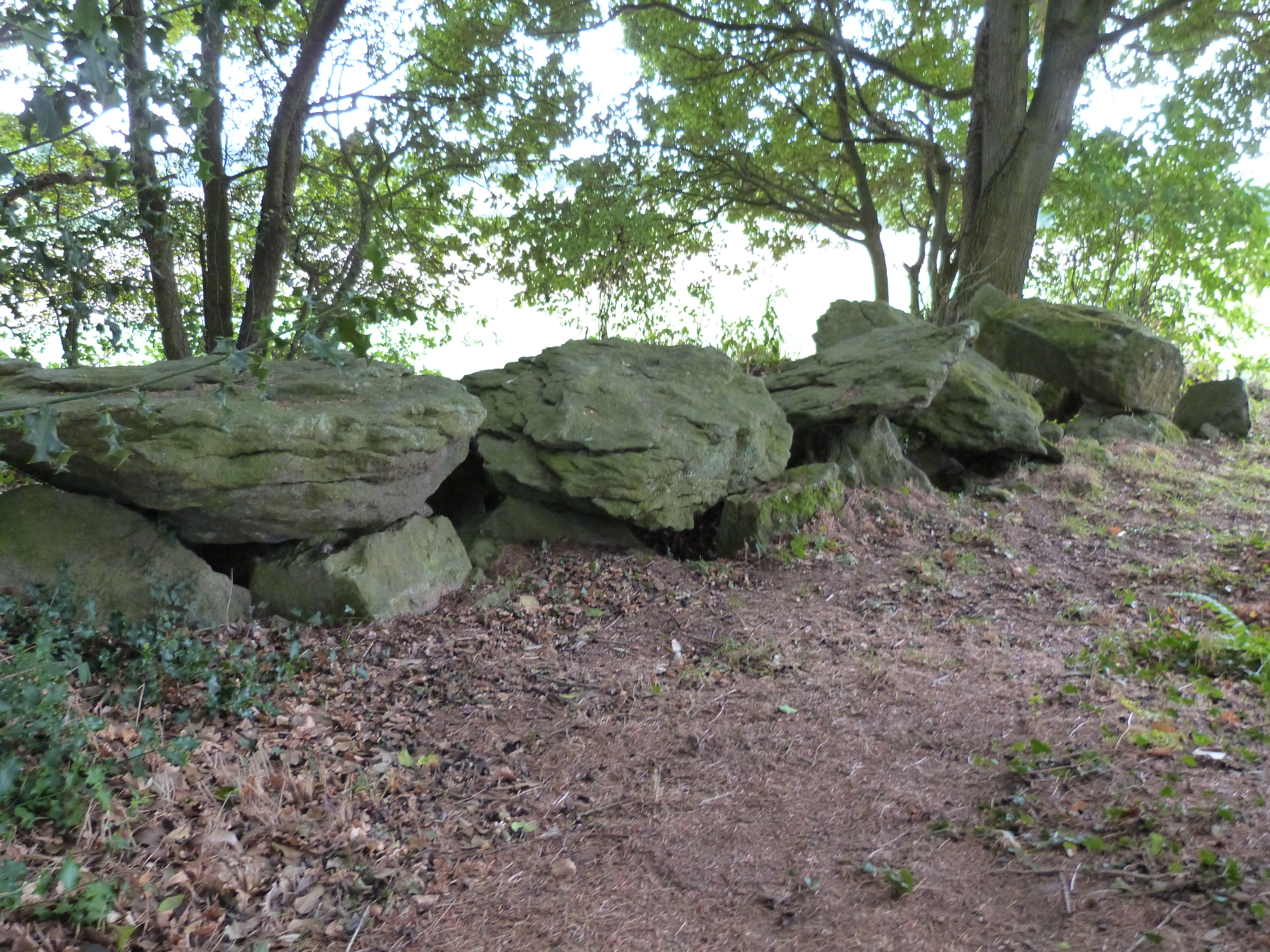
Allée couverte von Champ-Grosset
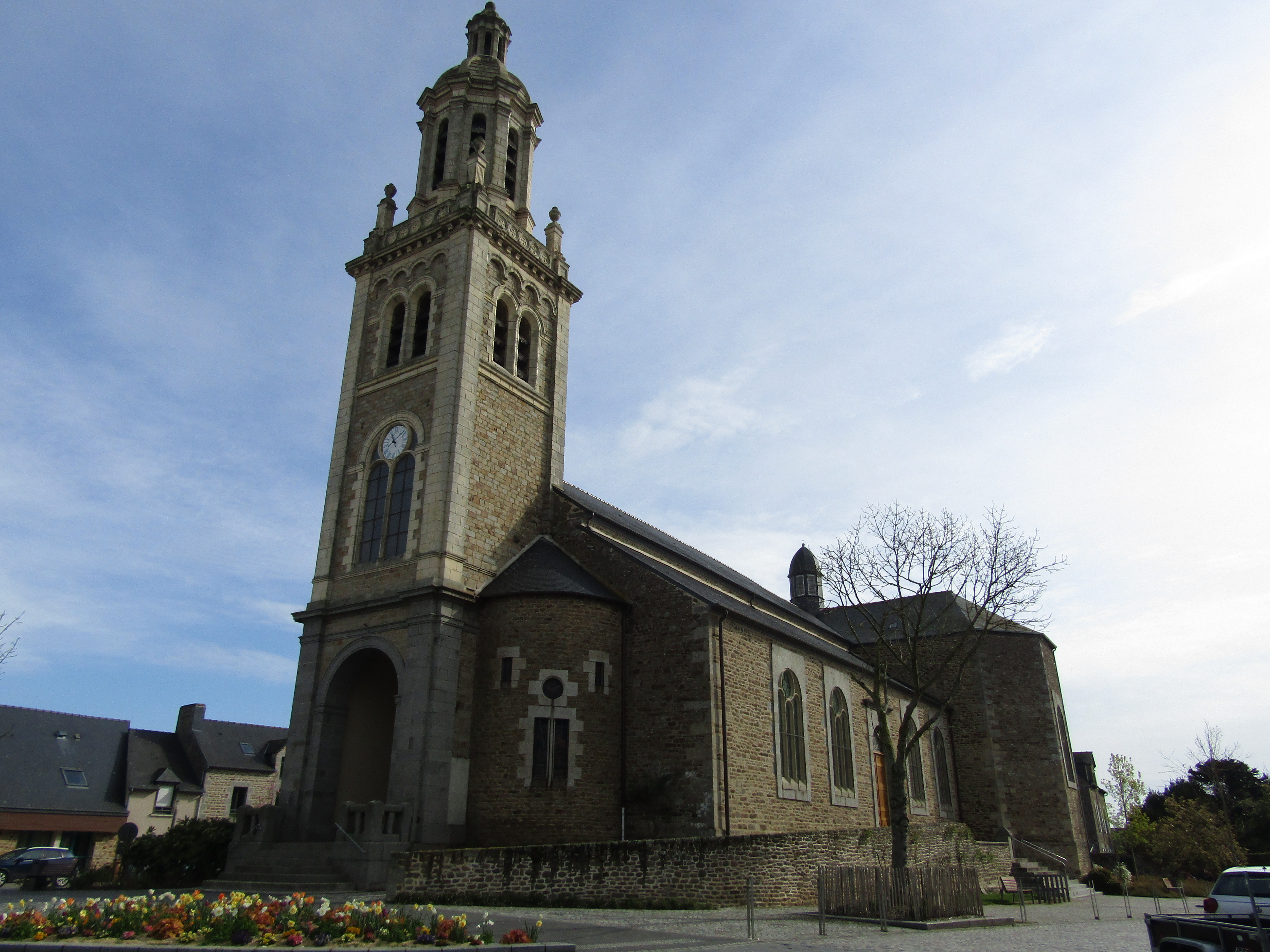
Kirche Saint-Pierre
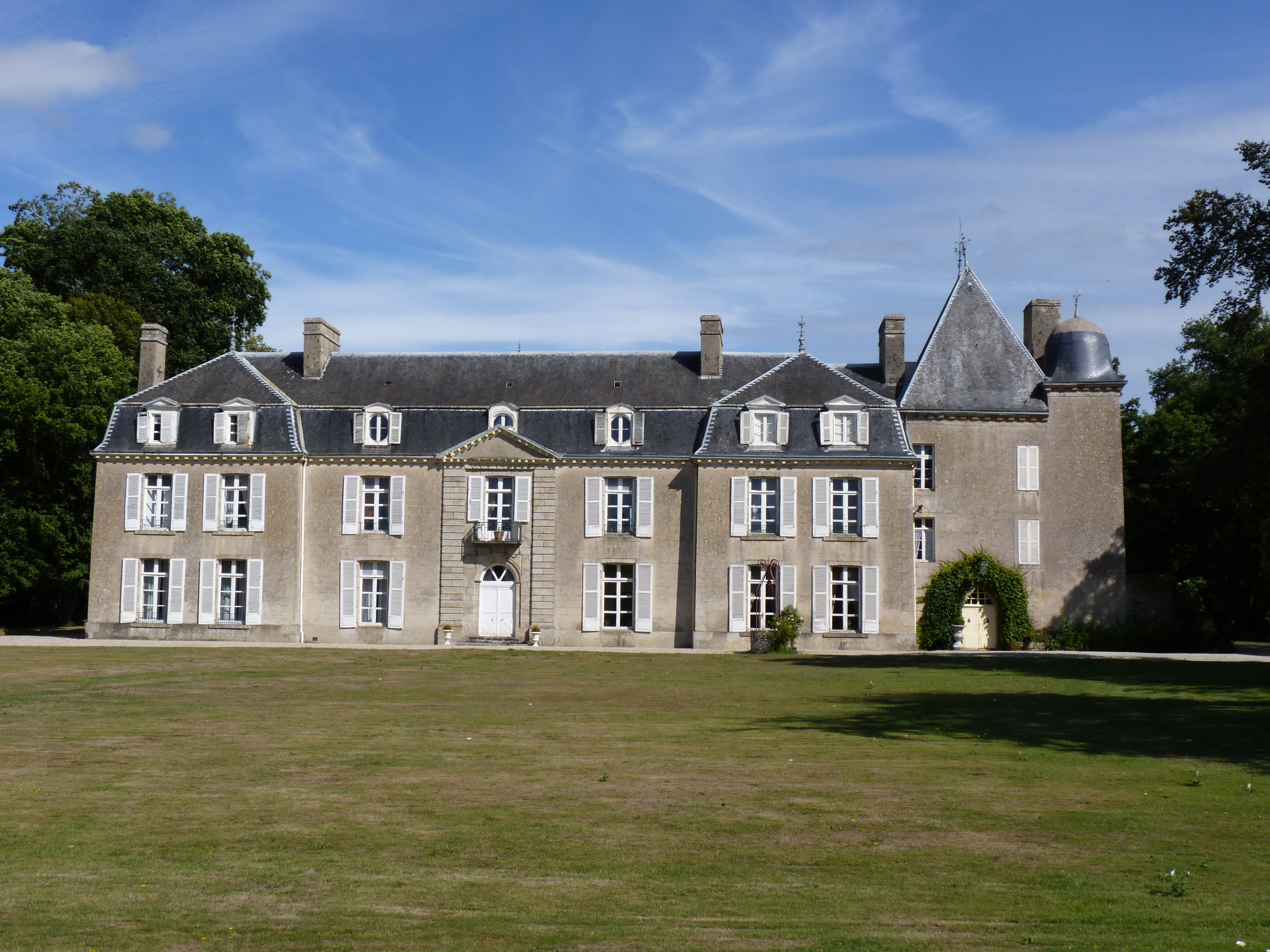
Schloss Bogard
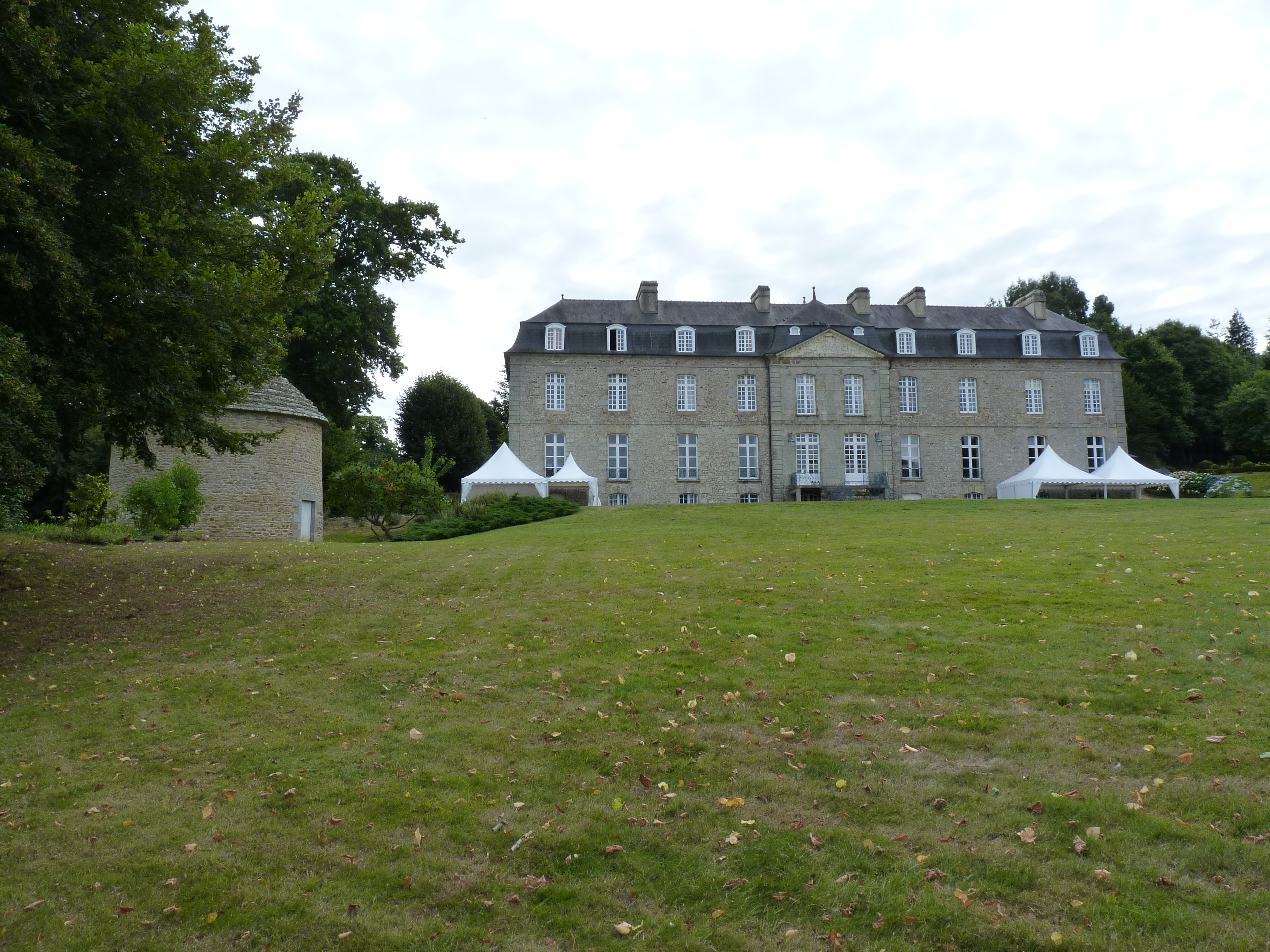
Schloss Houssaye
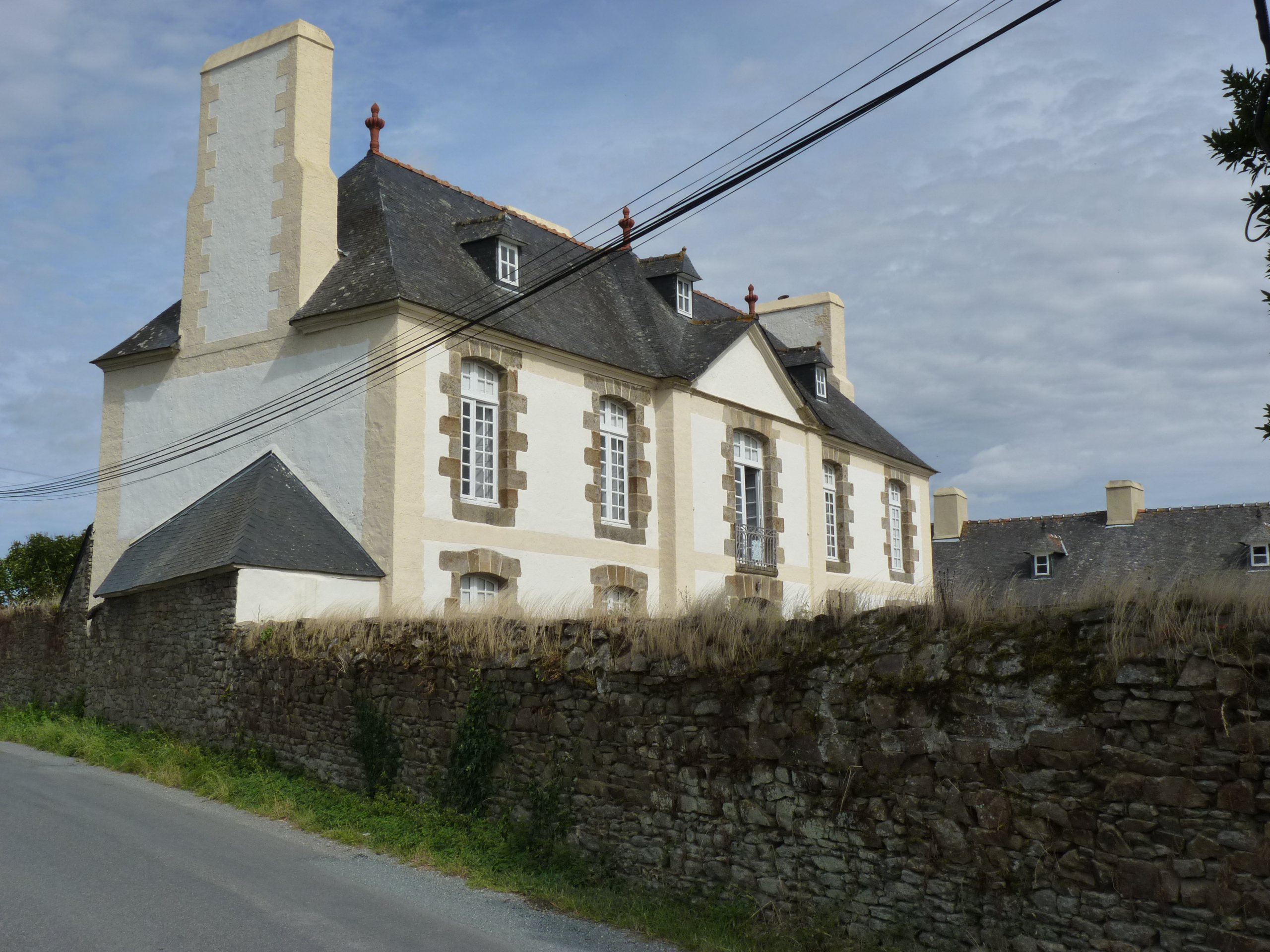
Schloss La Fontaine-Saint-Père